# Meat House Chicago I.R.A.
Meat-House Chicago I.R.A. je česká hardcoreová hudební skupina, která působila v 90. letech 20. století. V roce 2015 znovu obnovila koncertní činnost. Během své existence drobně měnila (zpravidla s vydáním nového alba) své jméno. Další varianty jména jsou následující: Mad-House Chicago I.R.A.A., Mad-Mouse Chicago I.R.A., Dead House Chicago I.R.A. Svá alba vydávala u brněnského vydavatelství Indies Records, její debut Steak! vydaný 1. ledna 1991 byl vůbec prvním albem této firmy. V současné době vystupuje pod prvním názvem názvem Meat-House Chicago I.R.A.

## Historie
V čele kapely stojí od jejího založení kytarista a zpěvák Petr Vyšohlíd, který měl v době jejího vzniku zkušenosti z art rockových V.V.B. a zejména z rapových Pirátů. Po rozpadu Pirátů v roce 1991 se Vyšohlíd začíná věnovat plně Meat House Chicago I.R.A., kteří v té době už souběžně fungují. Kromě Vyšohlída, který byl vždy výhradním autorem hudby, tvořili dále sestavu kapely baskytarista Karel Cypro a bubeník Libor Friedl. V období nahrávání alba Bio - Corridor Again v kapele působil ještě kytarista Jaroslav Friedl. Velmi důležitou součástí kapely byl také výtvarník Milan Langer. Ten byl autorem textů a výtvarné podoby obalů všech alb.
Meat-House Chicago I.R.A. debutovali v roce 1991 albem Steak! na značce Indies Records. Album vyšlo ve formátu LP a CD. CD obsahuje 19 skladeb, na LP z kapacitních důvodů 4 skladby (Funk!, Luxusní boa, Hermafroditní stíny, Jsem tvůj kult) chybí. Další nahrávkou je v roce 1993 vydané EP Celtic Cellophane Boys se sedmi skladbami. Čtyři z těchto skladeb se objevily v lehce odlišných verzích na následujícím albu Cellophane (1993). Jsou zde k nalezení i skladby, které nebyly zařazeny na debut Steak! (Skeleton Dance) a album Cellophane (Erica Vagans). Dalším vydaným nosičem je desetiskladbové album Bio - Corridor Again (1995). Posledním počinem kapely je eponymní album Dead House Chicago I.R.A. (1997). To kromě 12 skladeb obsahuje datovou stopu s fotografiemi a videoklipy. 
Od roku 2015 hraje skupina v původní sestavě: Petr Vyšohlíd - kytara, zpěv; Karel Cypro - basová kytara, zpěv; Libor Friedl - bicí nástroje. V roce 2024 přichází druhý kytarista Petr Sedilek.

## Diskografie
- 1991: Steak! (jako Meat-House Chicago I.R.A.)
- 1993: Celtic Cellophane Boys EP (jako Meat-House Chicago I.R.A.)
- 1993: Cellophane (jako Mad-House Chicago I.R.A.A.)
- 1995: Bio - Corridor Again (jako Mad-Mouse Chicago I.R.A.)
- 1997: Dead House Chicago I.R.A. (jako Dead House Chicago I.R.A.)